# 1972年夏季奥林匹克运动会葡萄牙代表团
1972年夏季奥林匹克运动会葡萄牙代表团是葡萄牙派出的1972年夏季奥林匹克运动会代表团。